# 酒井光治
酒井 光治（さかい こうじ、1951年6月16日 - ）は、日本の元俳優。北海道出身。専修大学卒。オフィスカレント、ケイティーに所属していた。特技は長唄、ダイビング。旧芸名は尾井 治安（おい ちあん）。
2019年から映像コンテンツ権利処理機構に連絡のとれない権利者として掲載されている。

## 出演作品

### 映画
- ひき逃げファミリー（1992年）
- 虹の橋 (映画)（1993年） - 唐辛売り
- みんな〜やってるか!（1995年） - 百姓
- ガメラ 大怪獣空中決戦（1995年） - 吊橋の中年男
- 天守物語（1995年）
- スワロウテイル（1996年）
- モスラ（1996年）

### テレビドラマ
- NHK大河ドラマ
  - 太平記（1991年） - 僧
  - 花の乱 第30話「悪女」（1994年） - 竹田仲重
  - 毛利元就（1997年）
  - 徳川慶喜（1998年） - 水戸藩士
- 特救指令ソルブレイン 第8話「消えた強化スーツ」（1991年、テレビ朝日・東映）
- 悪女 第1話「何かいいこと…」、第2話「出世してみます。」（1992年、日本テレビ系列、制作・読売テレビ）
- 火曜サスペンス劇場（日本テレビ）
  - 救急指定病院 第1作「死亡事故発生!」（1992年） - 警官
  - 女監察医・室生亜季子 第22作「指紋」（1997年）
- はぐれ刑事純情派 第5シリーズ 第18話「盗聴器を仕掛けた女・ガテンギャルの犯罪」（1992年、テレビ朝日・東映）
- 往診ドクターの事件カルテ 第1話「謎の事故死」（1992年、ABC・総合ビジョン）
- 連続テレビ小説（NHK）
  - かりん（1993年 - 1994年）
  - 春よ、来い 第二部 第271話（1995年）
- 土曜ドラマ / 街角 第2話「覗く青年」（1993年、NHK）
- 世にも奇妙な物語 冬の特別編 「夢のつづき」（1995年、フジテレビ）
- ぽっかぽか2（1995年、フジテレビ） - 立ち食いそば屋のおじさん
- 将太の寿司 第1話「究極の大トロ!! 父と子の涙」（1996年、フジテレビ）
- 新・花へんろ 風の昭和日記 第1話「日本はどうなるんかナモシ」、第2話「これからはダンスぞナモシ」（1997年、NHK）
- 金曜エンタテイメント / 大家族デカ 第1作（1997年、フジテレビ）
- ニュースの女 第1話「年下の男の子」（1998年、フジテレビ・共同テレビ）
- 太陽がいっぱい 第2話「初夜どころじゃない!」（1998年、フジテレビ・関西テレビ）
- ウルトラマンダイナ 第24話「湖の吸血鬼」（1998年、毎日放送・円谷プロ） - 釣り人
- Days 第9話「親友が死んだ日…天国から届いた手紙」（1998年、フジテレビ）
- 古畑任三郎 3rd season 第10話「最も危険なゲーム・前編」（1999年、フジテレビ）
- 彼女たちの時代 第6話「となりの席は誰ですか?」（1999年、フジテレビ）
- スキッと一心太助 第1話（1999年、NHK）
- 貯まる女 第1話「遺産相続の落し穴&裏技…超ビッグな女性税理士vs悪徳不動産屋vsセクシー悪魔…愛とカネの闘いが始まる」（2000年、テレビ東京）

### Vシネマ
- 静かなるドン
- 非情学園ワル
- 湾岸ミッドナイト

### CM
- 旭化成ホームズ
- 東京電力
- 養命酒製造